# Košiše
Košiše este o localitate din comuna Kamnik, Slovenia, cu o populație de 156 de locuitori.